# Werkgelegenheid
Werkgelegenheid of tewerkstelling is de aanwezigheid van voldoende werk voor de beroepsbevolking van een streek of land. Werkgelegenheid is te onderscheiden van het ontbreken van werkloosheid: hoewel het toenemen van werkgelegenheid een daling van de werkloosheid kan veroorzaken, kan het ook een groei van de beroepsbevolking bewerkstelligen, waardoor de werkloosheid netto zelfs kan stijgen.

## Soorten werkgelegenheid
De werkgelegenheid van een project of sector kan worden onderverdeeld in drie subcategorieën.
1. Directe werkgelegenheid: aantal mensen werkzaam binnen een project of sector
2. Indirecte achterwaartse werkgelegenheid: werkgelegenheid bij de toeleverende industrie aan een project of sector die verband houdt met het betreffende project of de betreffende sector
3. Indirecte voorwaartse werkgelegenheid: werkgelegenheid die kan ontstaan als gevolg van spin-off effecten die veroorzaakt worden door een nieuw project

## Volledige werkgelegenheid
Er is volledige werkgelegenheid, wanneer alle werknemers die willen werken een arbeidsplaats kunnen vinden. Dit betekent niet per se een werkloosheid van 0%, maar meestal een acceptabel geacht niveau (doorgaans een paar procent) dat rekening houdt met frictiewerkloosheid en seizoensgebonden werkloosheid.
Of volledige werkgelegenheid mogelijk is en hoe die dan te bereiken is, staat ter discussie. Adam Smith was een van de eerste stemmen in dit debat en wees werkloosheid aan als regulerend principe van arbeidslonen: een te hoog loon zou leiden tot een investeringsstop, die werkloosheid en kindersterfte zou veroorzaken. Dat leidde tot een kleiner aanbod van arbeid in de volgende generatie, zodat de arbeidsmarkt op de lange termijn rond een evenwicht zou schommelen. Volledige werkgelegenheid is in Smiths visie alleen mogelijk bij sterke economische groei; bij stagnatie is werkloosheid de natuurlijke uitkomst van de markt.
Afgezien van de werking door kindersterfte (die in de negentiende eeuw sterk terugliep) kregen Smith en zijn navolgers van de praktijk gelijk. Binnen de socialistische traditie werd zijn theorie van loonvorming en werkloosheid vanuit het standpunt van de werkende klassen bezien; Karl Marx leverde uiteindelijk de definitieve socialistische theorie van werkloosheid als de vorming van een industrieel reserveleger dat op de lange termijn altijd in stand moet worden gehouden, wil het kapitalisme voortbestaan. Vakbonden en wederzijdse/collectieve verzekeringen tegen werkloosheid werden opgericht om de effecten van werkloosheid te bestrijden.
Na Marx kwam in de economische wetenschap de grensnutaanpak (neoklassieke economie) in zwang. Deze voorspelde, op basis van wiskundige evenwichtsmodellen en aannames over 'volmaakte' marktwerking, dat een vrije markteconomie wél tot volledige werkgelegenheid zou komen. Werk wordt in deze traditie niet voorgesteld als een middel om te overleven, maar als een keuze: elke werknemer maakt een afweging tussen vrije tijd en luxe, naargelang zijn nutsfunctie. Werkloosheid werd voortaan voorgesteld als vrijwillig, vakbonden als marktverstorende elementen.
De ervaring van de crisis (1929-) leerde dat ook een vrijwel volledig vrije markt massawerkloosheid kon veroorzaken. John Maynard Keynes kwam tot de conclusie dat de crisis de oorzaak was van een gebrek aan effectieve vraag (vraag gedekt door koopkracht) en dat overheidsingrijpen in de economie nodig zou zijn om die vraag in stand te houden. De Phillipscurve, die een afweging tussen werkloosheid en inflatie voorstelde, werd na de Tweede Wereldoorlog een veelgebruikt beleidsinstrument, de keynesiaanse economie de dominante stroming. De Europese sociaaldemocratie (maar ook de meeste liberalen, conservatieven en christendemocraten) nam het keynesiaanse advies ter harte en maakte het scheppen van werkgelegenheid tot een van de voornaamste beleidsdoelen.
Eind jaren 60 begon echter de werkloosheid in West-Europa en de VS weer op te lopen, terwijl tegelijk inflatie optrad. Deze combinatie van verschijnselen, stagflatie genoemd, nam in de jaren 70 crisisproporties aan en was voor de keynesianen nauwelijks verklaarbaar. Het werk van Milton Friedman onttroonde de keynesiaanse economie en herstelde de neoklassieke visie als de dominante. Zijn NAIRU-model verklaarde werkloosheid opnieuw als vrijwillig; sociale voorzieningen als werkloosheidsuitkeringen verhoogden echter het 'natuurlijk' werkloosheidspercentage. Om volledige werkgelegenheid tot stand te brengen zou de verzorgingsstaat onttakeld moeten worden. In het neoliberale tijdperk namen overheden, te beginnen met het Verenigd Koninkrijk, Friedmans advies ter harte.